# Bubrežna insuficijencija
Bubrežna insuficijencija ili bubrežno zatajenje jedno je od najtežih bolesti bubrega. Razlikujemo tri tipa bubrežnog zatajenja:

## Akutni glomerulonefritis
Uzrokovan je poremećenom imunološkom reakcijom čiji je poticaj najčešće infekcija beta-streptokokom. U nekim od najtežih slučajeva bubrezi potpuno ili gotovo potpuno prestaju raditi. Ovakva upala obično prestaje, ali može ostaviti trajne posljedice. Bubrezi mogu biti oštećeni i brojnim otrovima ili (dugotrajnom) primjenom lijekova s nefrotoksičnim svojstvima kao što su neki imunosupresivi, nesteroidni protuupalni analgetici ili aminoglikozidni antibiotici.

## Kronični glomerulonefritis
Ovu bolest može izazvati bilo koja od mnogih bolesti koje oštećuju prije svega glomerule, ali i kanaliće. Histološki gledano, tijekom vremena glomerul polagano biva prožet vezivnim tkivom zbog čega prestaje glomerularna filtracija.

## Pijelonefritis
Infektivan je upalni proces primarno uzrokovan urinarnim infekcijama fekalnom bakterijom Escherichia Coli. Infekcija počinje u mokraćnim putovima, prenosi se na nakapnicu odakle uzročnik napada bubrežno tkivo što u konačnici dovodi do propadanja bubrežnih struktura, a ponajviše bubrežne srži. Smanjeno stvaranje mokraće naziva se oligurija dok je krajnji stadij bubrežne insuficijencije anurija kod koje prestaje svako stvaranje mokraće. 

## Posljedice
Posljedice zatajivanja bubrega jest uremija koja se očituje:
- generalizirani edemi uzorkovani zadržavanjem vode i soli
- acidoza zbog nemogućnosti bubrega da uklone iz tijela kisele produkte koji se normalno stvaraju
- visoka koncentracija dušičnih metaboličkih otpadnih produkata, a posebice ureje, kreatinina i mokraćne kiseline
- visoka koncentracija brojnih drugih produkata poput fenola, guanidinskih baza, sulfata, fosfata i kalija

Krajni stadij uremije jest uremična koma zbog acidoze. Počinje mućenjem svijesti bolesnika i on uskoro zapada u komatozno stanje. 
Ako se ne podvrgne hitnoj intervenciji krvni tlak počinje naglo padati i u roku od nekoliko sati pH krvi se snižava na oko 6,8 i nastupa smrt.